# Les Molunes
Les Molunes est une ancienne commune française située dans le département du Jura en région Bourgogne-Franche-Comté.
Le 1er janvier 2017, elle fusionne avec Septmoncel pour former la commune nouvelle de Septmoncel Les Molunes.

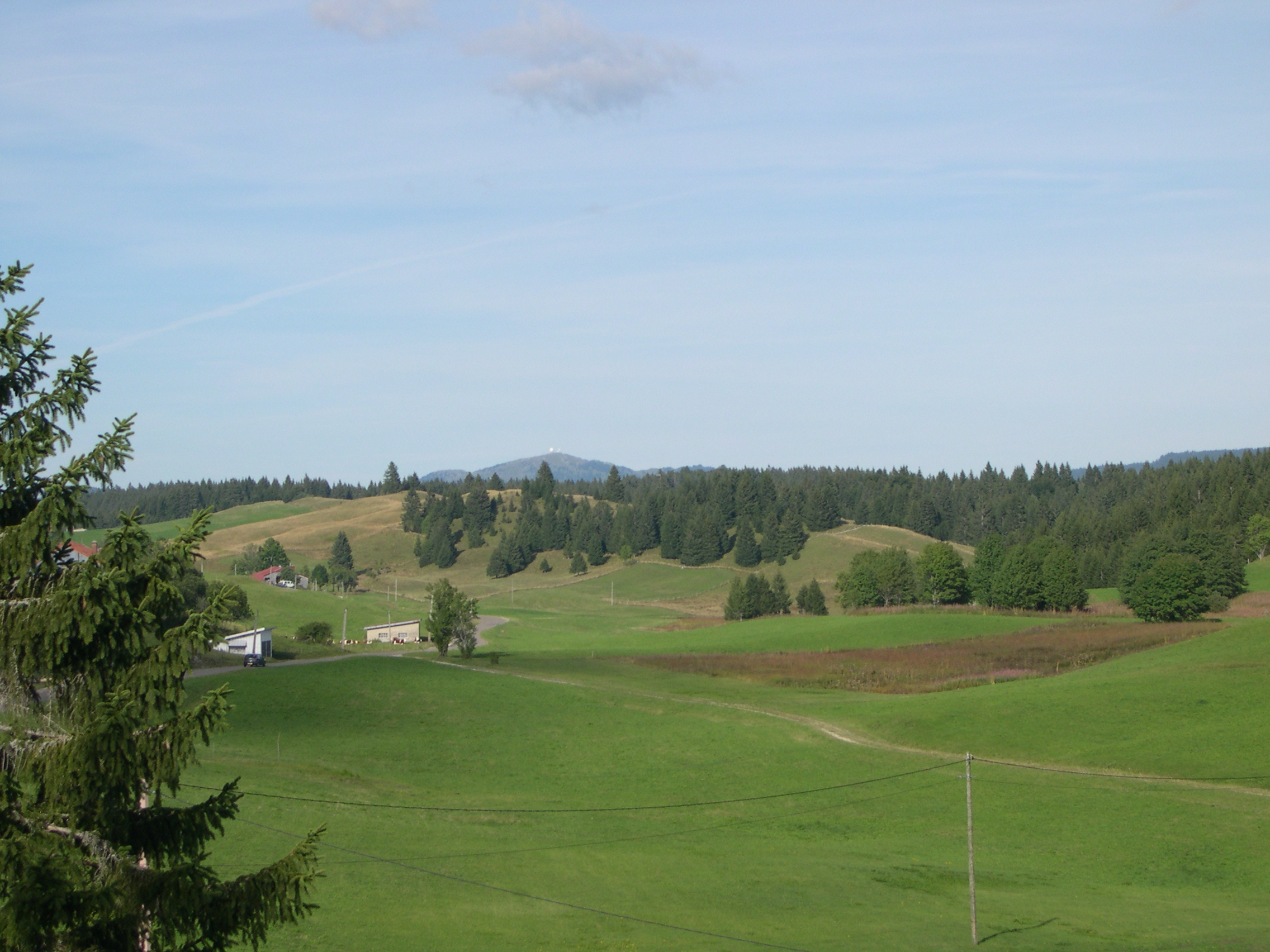
Paysage du Haut-Jura depuis la Simard.

## Géographie
C'est une commune de montagne,  sise dans le Parc naturel régional du Haut-Jura et dans le Massif du Jura. Elle est née en 1793 du démembrement de la communauté de Septmoncel. Sa mairie est à 1 270 m d'altitude, la plus haute de Franche-Comté.

## Politique et administration
| Période    | Période   | Identité       | Étiquette | Qualité |
| ---------- | --------- | -------------- | --------- | ------- |
| avant 1988 | ?         | Roger Vincent  |           |         |
| mars 2001  | mars 2008 | Frédéric David |           |         |
| mars 2008  | En cours  | Éliane Grenard |           |         |

## Nom des habitants
Le gentilé de ses habitants est Molunois.

## Démographie
L'évolution du nombre d'habitants est connue à travers les recensements de la population effectués dans la commune depuis 1793. À partir du 1er janvier 2009, les populations légales des communes sont publiées annuellement dans le cadre d'un recensement qui repose désormais sur une collecte d'information annuelle, concernant successivement tous les territoires communaux au cours d'une période de cinq ans. 
Pour les communes de moins de 10 000 habitants, une enquête de recensement portant sur toute la population est réalisée tous les cinq ans, les populations légales des années intermédiaires étant quant à elles estimées par interpolation ou extrapolation. Pour la commune, le premier recensement exhaustif entrant dans le cadre du nouveau dispositif a été réalisé en 2004,.
En 2014, la commune comptait 156 habitants, en évolution de +11,43 % par rapport à 2009 (Jura : −0,23 %, France hors Mayotte : +2,49 %).
| 1793  | 1800 | 1806  | 1821 | 1831 | 1836 | 1841 | 1846 | 1851 |
| ----- | ---- | ----- | ---- | ---- | ---- | ---- | ---- | ---- |
| 1 050 | 986  | 1 048 | 713  | 808  | 749  | 693  | 650  | 650  |

| 1856 | 1861 | 1866 | 1872 | 1876 | 1881 | 1886 | 1891 | 1896 |
| ---- | ---- | ---- | ---- | ---- | ---- | ---- | ---- | ---- |
| 609  | 622  | 587  | 602  | 593  | 580  | 593  | 558  | 563  |

| 1901 | 1906 | 1911 | 1921 | 1926 | 1931 | 1936 | 1946 | 1954 |
| ---- | ---- | ---- | ---- | ---- | ---- | ---- | ---- | ---- |
| 528  | 544  | 469  | 374  | 327  | 319  | 293  | 216  | 188  |

| 1962 | 1968 | 1975 | 1982 | 1990 | 1999 | 2004 | 2009 | 2014 |
| ---- | ---- | ---- | ---- | ---- | ---- | ---- | ---- | ---- |
| 141  | 116  | 74   | 72   | 93   | 124  | 130  | 140  | 156  |

## Lieux et monuments
- Gorges du Flumen : Site pluricommunal classé de 518,06 hectares. Ensemble formé par le site des gorges du Flumen, en prenant comme point de départ l'intersection des limites communales de Septmoncel, Villard-Saint-Sauveur et des Molunes.